# Żleb Uhlisko
Żleb Uhlisko (słow. Uhlisko) – niewielka, żlebowata dolinka w słowackich Tatrach Zachodnich, znajdująca się pomiędzy grzbietem Krzywe a grzbietem Gronia. Obydwa te grzbiety opadają z Babek na Kotlinę Liptowską. Krótki i kręty żleb Uhlisko znajduje się w ich dolnej części, pod skałami Sokoła. Powyżej tych skał w północno-zachodnim kierunku pod szczyt Babek ciągnie się płytsza dolina stanowiąca przedłużenie żlebu Uhlisko. W przewodniku Tatry Zachodnie nazywana jest ona również żlebem Uhlisko, ale inne źródła podają nazwę Żleb pod Szczawnem (Dolina pod Štiavnem).
Żleb Uhlisko jest zalesiony i wyżłobiony w podłożu skał wapiennych. Normalnie jest suchy, nie spływa nim żaden potok. Niewielki potok wypływa dopiero poniżej jego wylotu, już na Kotlinie Liptowskiej. Żlebem prowadzi niebieski szlak turystyczny, przecina go szlak zielony. Po zachodniej stronie żlebu Uhlisko w południowym końcu grzbietu Gronia znajduje się Kamieniołom Bobrowiecki Wapiennik.

## Szlaki turystyczne
Bobrowiecki Wapiennik – żleb Uhlisko – rozdroże pod Babkami – Chata Czerwieniec – Przedwrocie. Czas przejścia: 3:20 h, ↓ 2:35 h
  rozdroże pod Tokarnią – żleb Uhlisko – rozdroże pod Babkami – Babki – Przedwrocie – Siwy Wierch. Czas przejścia: 4:50 h, ↓ 4  h